# Dęba (powiat piotrkowski)
Dęba – wieś w Polsce położona w województwie łódzkim, w powiecie piotrkowskim, w gminie Ręczno.
W latach 1975–1998 miejscowość należała administracyjnie do województwa piotrkowskiego.
Przez miejscowość przebiega droga wojewódzka nr 742.
Zobacz też: Dęba, Dęba Kolonia